# Jimmy Vasser
James "Jimmy" Vasser (Canoga Park, Califórnia, 20 de novembro de 1965) é um automobilista estadunidense e chefe da equipe KV Racing. Vasser foi o campeão da temporada de 1996 da CART. 

## 500 Milhas de Indianápolis[1]
| Ano  | Equipe       | Chassi       | Motor      | Pneus | Largada | Final |
| ---- | ------------ | ------------ | ---------- | ----- | ------- | ----- |
| 1992 | Hayhoe-Cole  | Lola T91/00  | Chevrolet  | G     | 28º     | 21º   |
| 1993 | Hayhoe-Cole  | Lola T92/00  | Ford       | G     | 19º     | 13º   |
| 1994 | Hayhoe-Cole  | Reynard 94I  | Ford       | G     | 16º     | 4º    |
| 1995 | Chip Ganassi | Reynard 95I  | Ford       | G     | 9º      | 22º   |
| 2000 | Chip Ganassi | G-Force GF05 | Oldsmobile | F     | 7º      | 7º    |
| 2001 | Chip Ganassi | G-Force GF05 | Oldsmobile | F     | 12º     | 4º    |
| 2002 | Rahal        | Dallara IR0  | Chevrolet  | F     | 19º     | 30º   |
| 2003 | Rahal        | Dallara IR2  | Honda      | F     | 27º     | 26º   |

## IndyCar Series[2]
| Ano  | Equipe       | Grandes Prêmios | Poles | Vitórias | Voltas Mais Rápidas | Total de Pontos | Classificação Final |
| ---- | ------------ | --------------- | ----- | -------- | ------------------- | --------------- | ------------------- |
| 2000 | Chip Ganassi | 1               |       |          |                     | 26              | 32º                 |
| 2001 | Chip Ganassi | 1               |       |          |                     | 32              | 36º                 |
| 2002 | Rahal        | 2               |       |          |                     | 23              | 40º                 |
| 2003 | Rahal        | 1               |       |          |                     | 4               | 36º                 |
| 2008 | KV Racing    | 1               |       |          |                     | 0               | NC (42º)            |

## CART/ChampCar[3]
| Ano  | Equipe               | Grandes Prêmios | Poles | Vitórias | Podiums | Voltas Mais Rápidas | Total de Pontos | Classificação Final |
| ---- | -------------------- | --------------- | ----- | -------- | ------- | ------------------- | --------------- | ------------------- |
| 1992 | Hayhoe/Cole          | 10              |       |          |         |                     | 8               | 22º                 |
| 1993 | Hayhoe/Cole          | 12              |       |          | 1       |                     | 30              | 16º                 |
| 1994 | Hayhoe/Cole          | 16              |       |          |         |                     | 42              | 15º                 |
| 1995 | Chip Ganassi         | 17              |       |          | 4       |                     | 92              | 8º                  |
| 1996 | Chip Ganassi         | 16              | 4     | 4        | 5       |                     | 154             | Campeão             |
| 1997 | Chip Ganassi         | 17              |       | 1        | 5       |                     | 144             | 3º                  |
| 1998 | Chip Ganassi         | 19              | 1     | 3        | 5       | 2                   | 169             | 2º                  |
| 1999 | Chip Ganassi         | 20              | 1     |          | 2       | 1                   | 104             | 9º                  |
| 2000 | Chip Ganassi         | 20              |       | 1        | 4       | 1                   | 131             | 6º                  |
| 2001 | Patrick              | 20              |       |          |         | 2                   | 77              | 12º                 |
| 2002 | Rahal                | 19              | 1     | 1        | 3       | 1                   | 114             | 7º                  |
| 2003 | American Spirit Team | 18              |       |          | 1       | 1                   | 72              | 11º                 |
| 2004 | PKV Racing           | 14              |       |          | 1       |                     | 201             | 8º                  |
| 2005 | PKV Racing           | 13              | 1     |          | 2       |                     | 217             | 6º                  |
| 2006 | PKV Racing           | 1               |       |          |         |                     | 7               | 24º                 |